# Zaïnab Biicheva
Zaïnab Abdoullovna Biicheva (en russe : Зайнаб Абдулловна Биишева ; en bachkir : Зәйнәб Абдулла ҡыҙы Биишева, Zäynäb Abdulla qıźı Biişeva), née à Touïembetovo (ru) le 15 janvier 1908 et morte à Oufa le 24 août 1996) est une écrivaine, poétesse et dramaturge bachkire. C'est une parente éloignée du scientifique et député Amir Ichemgoulov.